# Calacadia
Genre
Calacadia est un genre d'araignées aranéomorphes de la famille des Desidae.

## Distribution
Les espèces de ce genre sont endémiques du Chili.

## Liste des espèces
Selon World Spider Catalog (version 18.5, 16/11/2017) :
- Calacadia ambigua (Nicolet, 1849)
- Calacadia chilensis Exline, 1960
- Calacadia dentifera (Tullgren, 1902)
- Calacadia livens (Simon, 1902)
- Calacadia osorno Exline, 1960
- Calacadia radulifera (Simon, 1902)
- Calacadia rossi Exline, 1960

## Publication originale
- Exline, 1960 : Rhoicinine spiders (Pisauridae) of western South America. Proceedings of the California Academy of Sciences, vol. 29, p. 577-620 (texte intégral).